# Folkeboot

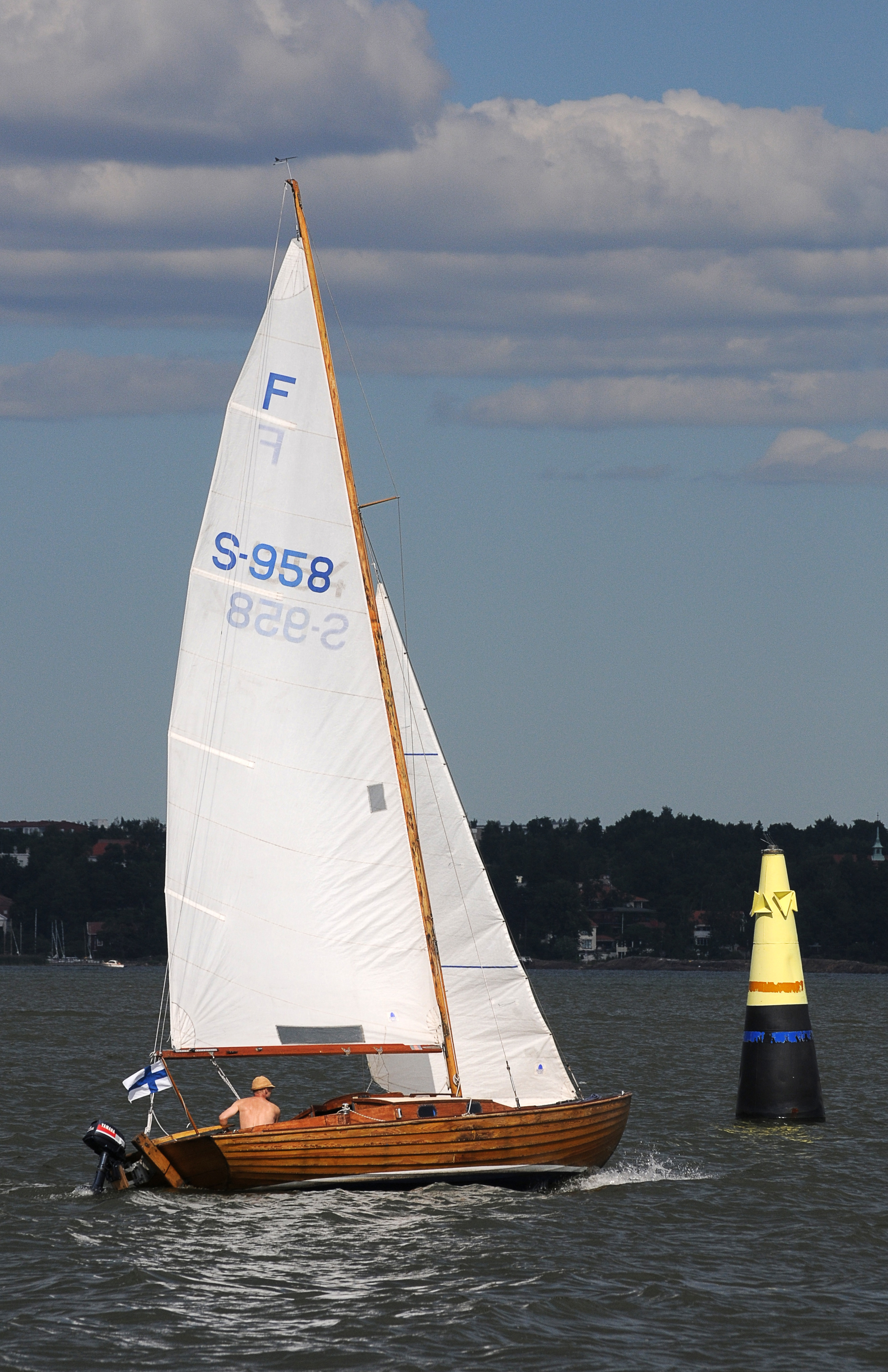
Folkeboot im Stadthafen von Helsinki

Das Nordische Folkeboot (dänisch Nordisk Folkebåd, norwegisch Nordisk Folkebåt, schwedisch Nordisk Folkbåt) ist ein kleines, einfaches aber seetüchtiges Segelboot, speziell konstruiert für die Ostsee. Es bietet Platz für eine Crew von zwei bis vier Personen und eignet sich sowohl zum Fahrtensegeln als auch für sportliche Regatten.
In Schweden wird das Folkeboot auch mit Spinnaker gesegelt, was aber die Lebensdauer und Steifigkeit der Holzmasten negativ beeinflusst. Deshalb wird hier oft ein Gennaker benutzt.

## Bauweise
Das Folkeboot ist ein Langkieler mit Bermudarigg. Es verfügt über die für Holzyachten typische S-Spant-Form und ein Plattgattheck mit angehängtem Ruder.
Der klassische Folkeboot-Rumpf ist aus Holz und geklinkert. Ursprünglich wurden nur in Skandinavien heimische Hölzer verwendet, inzwischen findet auch das im Bootsbau typische Mahagoni Verwendung. Seit 1976 werden Rümpfe auch aus GFK gefertigt, aber auch bei diesen Booten wird die klassentypische Klinkerbeplankung abgebildet.
Zum Folkeboot gehört gemäß den Klassenvorschriften ein verleimter Holzmast, erst seit 2001 sind auch Aluminiummasten zugelassen.

## Geschichte
Vorlage für das Folkeboot waren Beiträge eines Wettbewerbs der Königlichen Segelgesellschaft zu Göteborg aus dem Jahr 1939, dessen Ziel die Entwicklung eines preiswerten, ostseetauglichen Bootes als gesamtskandinavische Einheitsklasse gewesen ist. Das neue Boot sollte Platz für drei bis vier Personen bieten und möglichst preisgünstig zu bauen sein, um es einer breiten Masse von Eignern zugänglich machen zu können.
Keiner der Vorschläge konnte überzeugen. Der skandinavische Seglerverband beschloss daher, die besten Vorschläge zu mischen. Prof. Ljungberg, Baron Wedell-Wedellsborg und Ing. Stenbäck wurden beauftragt die Pläne für das geforderte Volksboot zu entwickeln. Der endgültige Entwurf durfte nicht mit dem Namen eines bestimmten Konstrukteurs in Verbindung gebracht werden, damit die rechtliche Eigentümerschaft des Nordischen Volksbootes allein beim Skandinavisk Seijlforbund verblieb. Nur so konnte man frei über die Baulizenzen verfügen, die Pläne kostengünstig an Interessierte weitergeben und die Bootsklasse bei Bedarf modifizieren. Die Bauzeichnungen wurden, nach Vorgaben der Dreierkommission, von Tord Sunden angefertigt. Sunden war damals Amateur-Yachtkonstrukteur und Technischer Zeichner an der Ericson-Werft. Er war hier in erster Linie mit der Konstruktion von Schiffsschrauben beschäftigt.

Risszeichnung

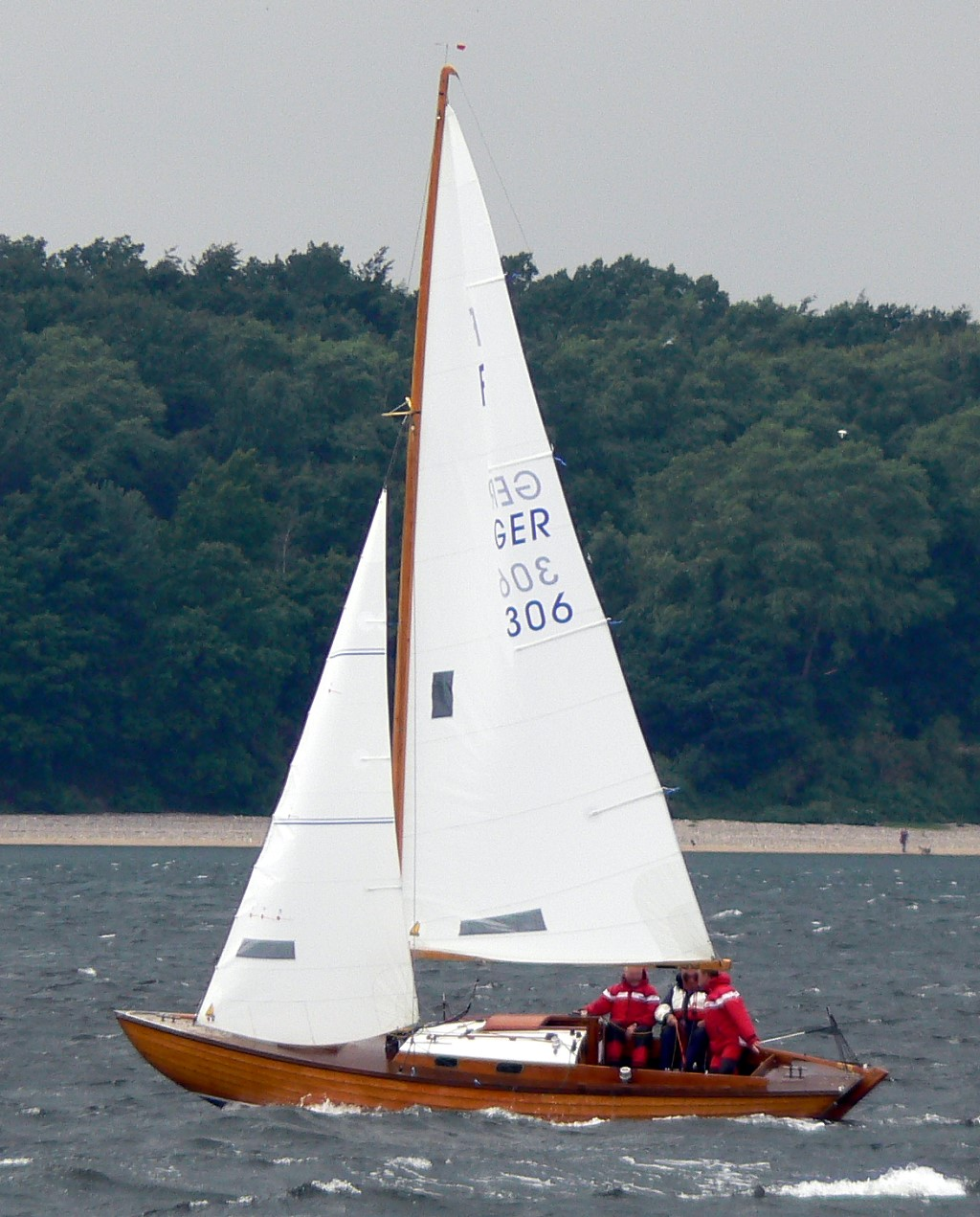
Folkeboot vor Laboe

Für das neu kreierte Nordiska Folkebåten hatte man den Plattgattrumpf des 2. Preisträgers übernommen und ihn proportional verlängert. Die Form und der Winkel des Achterschiffs wurden weitestgehend beibehalten. Der stämmige Vorsteven erhielt entsprechend dem Riss des 3. Preisträgers mehr Überhang und wurde gefälliger gestaltet. Auch die Klinkerausführung des Rumpfes wurde vom skandinavischen Seglerverband bestimmt, um ein möglichst kostengünstig zu bauendes Boot zu erhalten.
Das Boot brach zunächst u. a. mit dem für damalige Verhältnisse hohen Freibord und den Deckssprung ausgleichenden hohen Süll völlig mit den von luxuriösen Rennyachten geprägten Zeitgeschmack. Auch das Plattgattheck mit angehängtem Ruder war ein deutlicher optischer Gegensatz zum elegant überhängenden klassischen Yachtheck.
Die ausgezeichneten Segeleigenschaften des Folkebootes und die Sicherheit im tiefen Cockpit auch bei erheblicher Lage überzeugten jedoch genauso wie der Preis von rund 3.500 Kronen. Die erste Großserie von 60 gebauten Booten war schon durch Vorbestellungen ausverkauft.

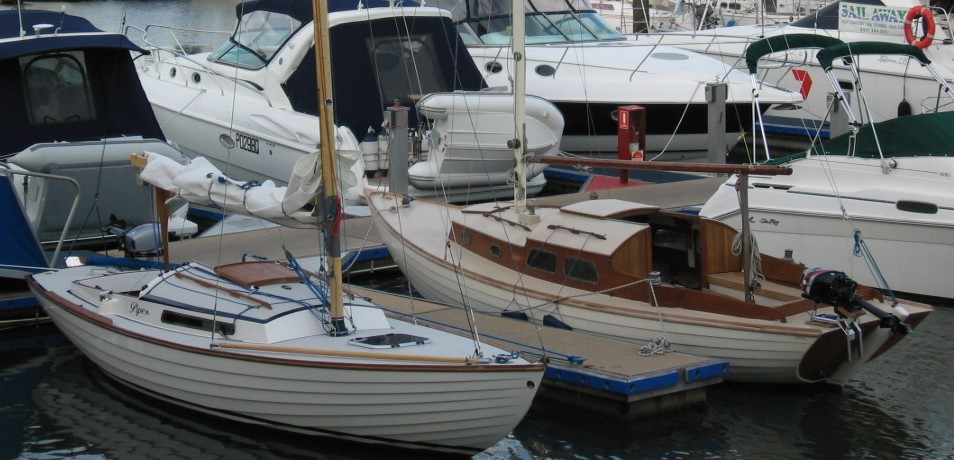
Folkeboot mit GFK-Rumpf (links) neben „klassischem“ Folkeboot aus Holz von 1964, dessen Kajütaufbau allerdings abgestuft und vergrößert sowie Richtung Bug versetzt wurde.

Während Rumpf und Kajüte ursprünglich fast ausschließlich aus einheimischen Hölzern gebaut wurden, gewannen im Laufe der Zeit Mahagoni und Teak an Bedeutung – vor allem als Material für Auf- und Ausbauten. Seit 1976 werden Folkeboote auch in Kunststoff gebaut, die ersten GFK-Rümpfe wurden von der dänischen Firma LM Glasfiber hergestellt. Zum wesentlichen Förderer dieser Folkeboote aus Kunststoff wurde Erik Andreasen aus Kerteminde in Dänemark. Sein schnelles Folkeboot Tibbe überzeugte die Kritiker (Andreasen kaufte Tibbe von Thorkild Lind, gewann damit zweimal den „Goldcup“ und machte sich damit einen Namen, bevor er die Idee des GFK-Folkes in die Tat umsetzte). Bis 1996 lieferte LM Glasfiber 850 Folkeboot-Rümpfe und stellte dann die Produktion zugunsten von Windkraftanlagen ein. 1997 gründete Erik Andreasen in Estland seine eigene Produktionsfirma Folkeboat Baltic Ltd. für GFK-Folkeboote. 2004 konnte er das tausendste Folkeboot aus GFK ausliefern. Bei den Kunststoff-Folkebooten müssen Gewicht und Gewichtsverteilung sowie Form der Holzboote eingehalten werden. Kunststoff- und Holzboote segeln noch heute direkt und vergütungslos auf Regatten gegeneinander.
Folkeboote werden mittlerweile in Dänemark, Deutschland, Estland, Großbritannien und in den USA gebaut. Nachdem der bis dato marktführende Hersteller, die Folkebåd Centralen in Kerteminde, mit Rumpfproduktion in Pärnu, Estland, sich aus dem Geschäft mit dem Segelboot verabschiedet hatte, übernahm diese Sparte ein deutscher Investor, und die Firma zog nach Hamburg um.

### Varianten

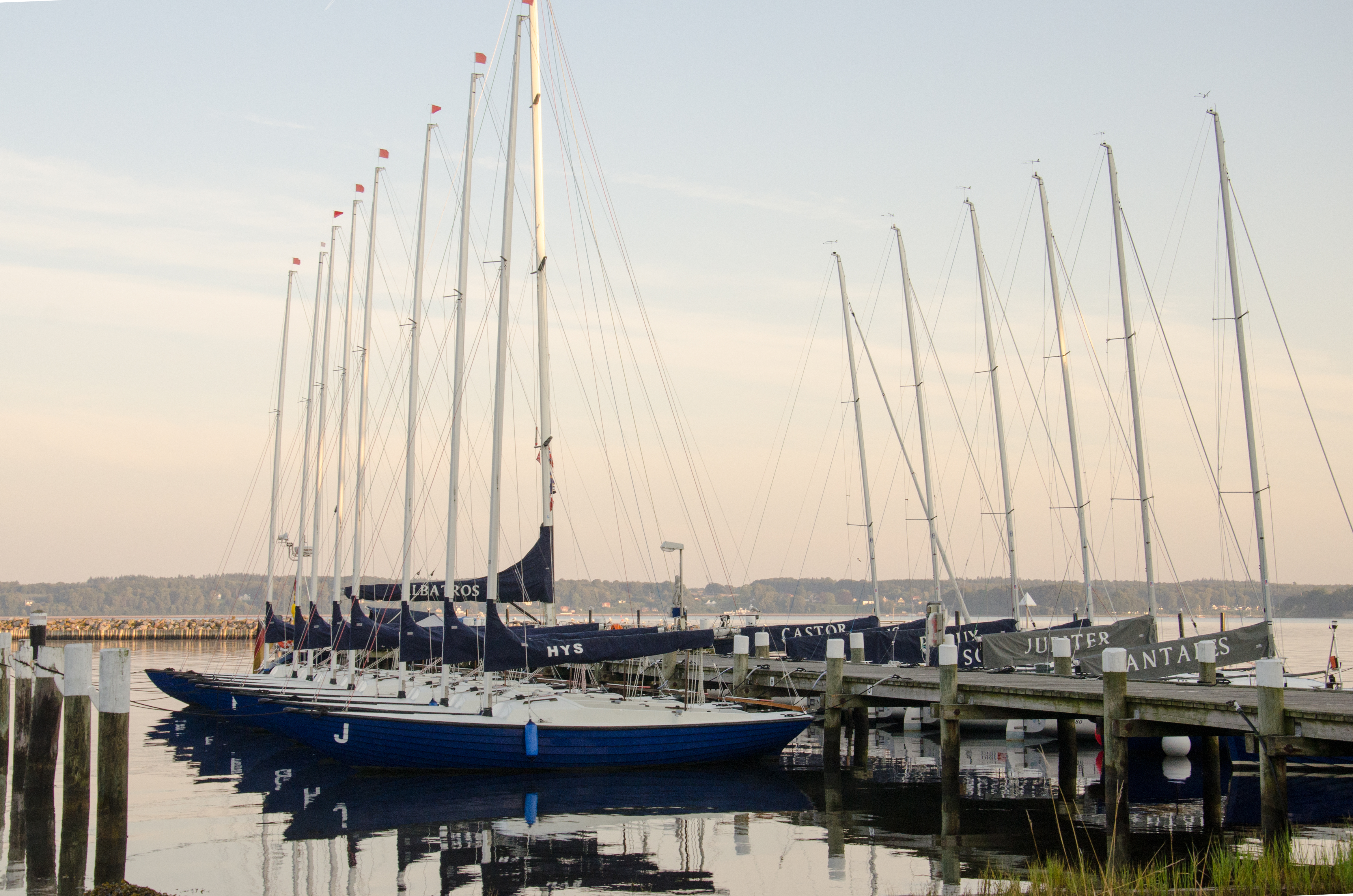
Links: Acht Folkeboote für Schulungszwecke mit GFK-Deck und verlängerter Plicht

Das Folkeboot diente als Vorlage für verschiedene Nachbauten und Modifikationen, die das Boot eleganter oder komfortabler gestalten sollten. Bei einigen Nachbauten wurde die Klinkerbeplankung durch einen Karweelverband ersetzt, zum Beispiel bei dem Nachbau der Potsdamer Buchholzwerft, der 1964 zum ersten Mal in Westdeutschland gezeigt wurde und mit einem „Kampfpreis“ von 19.400 DM aufwartete.
Für die Hanseatische Yachtschule wurden sie als Ausbildungsboote gebaut, die eine kleinere Kajüte und ein besonders großes Cockpit haben.
Als Weiterentwicklung des Folkebootes kann das 1966 ebenfalls von Sundén vorgestellte Internationale Folkeboot, eine komfortablere und überarbeitete Version des Folkebootes betrachtet werden, das sich vor allem durch die glatte Außenhaut von seinem Vorbild unterscheidet. Die Verwendung der Bezeichnung Internationales Folkeboot wurde Sundén gerichtlich untersagt, da das Boot in Schweden, später auch in Dänemark, nur als nationale Klasse angemeldet war. Der Hinweis im Namen auf eine internationale Klasse sei irreführend und nicht zulässig. Die Bootsklasse heißt daher heute einfach IF-Boot.
Seit 1994 werden in Dänemark Folkeboote gebaut, die keine Kajüte besitzen. Als Material für den Rumpf wird ausschließlich GFK verwendet. Diese offenen Folkeboote oder auch F-Boote werden aufgrund der guten Segeleigenschaften des Folkeboots meist zu Schulungszwecken eingesetzt. Ihr Rumpf entspricht der Originalform, die Folkeboottypische Klinkerbeplankung wurde auch hier im GFK-Rumpf abgebildet.

## Klassenvereinigung
Klassenvereinigungen für Folkeboote gibt es in allen skandinavischen Ländern, in Großbritannien, den Niederlanden, den Vereinigten Staaten, in Kanada und in Deutschland. Regatten werden regelmäßig ausgetragen. Folkebootregatten sind Teil bedeutender Regattaveranstaltungen, wie dem San Francisco International Cup, dem Sessan Cup, der Kieler Woche oder der Travemünder Woche. Die wichtigste Regatta der Folkebootklasse ist die inoffizielle Weltmeisterschaft, der Goldpokal, der abwechselnd in dänischen, schwedischen und deutschen Gewässern ausgetragen wird. Vom 14. bis 18. August 2018 wurde auf der Flensburger Förde die erste internationale Deutsch/Dänische Meisterschaft veranstaltet. Internationaler Deutscher Meister und Dänischer Meister wurde der mehrfache dänische Goldpokal-Gewinner Søren Kæstel mit dem Folkeboot DEN 873, Cirkeline, (Hellerup Sejlklub) Die größte zusammenhängende Folkebootflotte der Welt ist in Berlin beheimatet.
Das Segelzeichen für Boote der Folkebootklasse ist ein F.

## Fahrtensegeln
Die Folkeboot-Segler nutzen trotz der engen Kajüte ihr Segelboot auch intensiv als Fahrtenschiff. Der Brite Leo Goolden überquerte im Jahr 2015 mit einem schwedischen Folkeboot aus den 1940ern den Atlantik.
Der Österreicher Johann Trauner hat 1966–1968 mit seinem Folkeboot „Lei Lei Lassen“ als erster Österreicher einhand die Welt umsegelt.